# Association canadienne de soccer
Pour les articles homonymes, voir ACS.
L'Association canadienne de soccer ou ACS ((en) Canadian Soccer Association ou CSA) est une association vouée à la promotion, la croissance et le développement du soccer au Canada, à tous les niveaux de compétition. Elle regroupe les fédérations provinciales et territoriales ainsi que les clubs professionnels de soccer du Canada. Elle organise les compétitions nationales et les matchs internationaux des différentes équipes nationales.
La fédération nationale du Canada est fondée en 1912. Son nom original était le Dominion of Canada Football Association. Elle est affiliée à la FIFA depuis 1913 et est membre de la CONCACAF depuis la fondation de cet organisme en 1961.
Son siège social est à Ottawa.
Leur secrétaire générale, Alyson Walker, est la première femme nommée à ce poste de la fédération nationale.

## Nombre de joueurs

Ancien logo de la fédération.

En 2006 on comptait 854 750 joueurs affiliés à l'ACS. Les joueurs de moins de 18 ans représentaient 84 % de ce nombre, et les joueurs féminins 43 %. L'augmentation rapide du nombre de joueurs depuis 1980 est illustrée par le tableau suivant:
| Année | Nombre de joueurs |
| ----- | ----------------- |
| 1980  | 198 927           |
| 1984  | 250 649           |
| 1988  | 283 825           |
| 1990  | 315 209           |
| 1995  | 483 686           |
| 2000  | 729 142           |
| 2005  | 841 466           |
| 2006  | 854 750           |

## Fédérations provinciales et territoriales
L'ACS délègue aux fédérations provinciales et territoriales l'organisation du soccer amateur sur leur territoire.
- Alberta : Alberta Soccer Association
- Colombie-Britannique : British Columbia Soccer Association
- Île-du-Prince-Édouard : Prince Edward Island Soccer Association
- Manitoba : Manitoba Soccer Association
- Nouvelle-Écosse : Soccer Nova Scotia
- Nouveau-Brunswick : Soccer Nouveau-Brunswick
- Ontario : Ontario Soccer
- Québec : Soccer Québec
- Saskatchewan : Saskatchewan Soccer Association
- Terre-Neuve-et-Labrador : Newfoundland & Labrador Soccer Association
- Nunavut : Nunavut Soccer Association
- Territoires du Nord-Ouest : Nothwest Territories Soccer Association
- Yukon : Yukon Soccer Association

## Équipes nationales
- Hommes :
  - Équipe nationale masculine senior
  - Équipe olympique masculine
  - Équipe U-23 masculine
  - Équipe U-20 masculine
  - Équipe U-17 masculine
  - Équipe masculine de Beach soccer
  - Équipe masculine de Futsal
- Femmes :
  - Équipe nationale féminine senior
  - Équipe U-20 féminine
  - Équipe U-17 féminine
- Paralympique
  - Équipe masculine paralympique et paralysée cérébrale

## Championnats nationaux
L'ACS organise le Championnat canadien, tournoi professionnel, ainsi que les championnats nationaux amateurs du Canada. Il y a deux types de championnats:
- les championnats des sélections regroupent des équipes composées des meilleurs joueurs de chacune des provinces, dans les groupes d'âge des moins de 14 ans (U-14) et moins de 16 ans (U-16), tant du côté masculin que féminin[3]. Ces championnats se tiennent généralement en juillet.
- les championnats des clubs regroupent les clubs champions de chacune des provinces et territoires, masculins et féminins, dans les groupes d'âge moins de 14 ans (U-14), moins de 16 ans (U-16), moins de 18 ans (U-18) et senior[4]. Ces championnats se tiennent généralement en octobre. Les trophées à l'enjeu sont:
  - U-14 : coupe Tide
  - U-16 : coupe Adidas
  - U-18 : coupe Sony
  - Senior masculin : Coupe Challenge
  - Senior féminin : Trophée du Jubilé
- Il existe aussi des championnats des Maîtres réservés aux joueurs de 35 ans et plus. Un championnat est disputé pour l'ouest du Canada et un autre pour l'est.

## Présidents
| N° | Président            | Années    |
| -- | -------------------- | --------- |
| 1  | Fred Barter          | 1912      |
| 2  | Tom Watson           | 1913      |
| 3  | Edward Bailey Fisher | 1914      |
| 4  | Hugh Craig Cambell   | 1915–1919 |
| 5  | Tom Guthrie          | 1919      |
| 6  | Dan McNeil           | 1920–1921 |
| 7  | John Easton          | 1922–1925 |
| 8  | John Russell         | 1925–1931 |
| 9  | Tom Holland          | 1931–1932 |
| 10 | Charles Smail        | 1932–1934 |
| 11 | Len Peto             | 1935–1938 |
| 12 | Tom Elliot           | 1939–1940 |
| 13 | Fred Crumblehulme    | 1946–1947 |
| 14 | Robert Walker        | 1947      |
| 15 | Otis Todd            | 1947–1949 |
| 16 | Charles Pinnell      | 1949–1953 |
| 17 | Ernest Campbell      | 1953      |
| 18 | Jock Hendry          | 1954–1956 |
| 19 | Arthur Arnold        | 1957      |
| 20 | Victor Hagen         | 1958–1960 |
| 21 | Patrick Nolan        | 1961–1962 |
| 22 | Dave Fryatt          | 1963–1964 |
| 23 | Bill Simpson         | 1965–1968 |
| 24 | Aubrey Sanford       | 1969–1971 |
| 25 | John Barnes          | 1972–1973 |
| 26 | Bill Stirling        | 1973–1981 |
| 27 | Jim Fleming          | 1982–1985 |
| 28 | Frederick Stambrook  | 1986–1991 |
| 29 | Terry Quinn          | 1992–1997 |
| 30 | Andy Sharpe          | 2001–2005 |
| 31 | Colin Linford        | 2006–2007 |
| 32 | Dominic Maestracci   | 2008–2012 |
| 33 | Victor Montagliani   | 2012–2017 |
| 34 | Steve Ree            | 2017–2020 |
| 35 | Nick Bontis          | 2020–2023 |
| 36 | Charmaine Crooks     | 2023–     |